# 彼得羅巴甫利夫卡 (巴什坦卡區)
彼得羅巴甫利夫卡（烏克蘭語：Петропавлівка），是烏克蘭南部尼古拉耶夫州巴什坦卡區贝雷兹内胡瓦泰市镇内的村落。始建於1826年，面積1.01平方公里，海拔高度82米，2001年人口428，人口密度每平方公里422.9人。